# SOUL CATCHER(S)
《SOUL CATCHER(S)》（日语：ソウル キャッチャーズ），日本漫畫作品，作者為神海英雄。連載期間從《週刊少年Jump》2013年24號到2014年31號，接著轉載於《少年Jump NEXT!!》，之后又转载于《少年Jump+》。單行本全11卷。

## 故事簡介
神峰翔太拥有看透人心的能力，但却无法改变他人的想法，这让他对自己的能力感到困惑，并因此疏远他人。某日偶遇天才薩克斯風手刻阪響，高超的演奏技巧及動人心弦的音樂讓他莫名感動。神峰感受到刻阪响内心的烦恼，无法袖手旁观，这也成为他加入管乐社的契机，并改变了两人的未来。。
神峰和刻阪共同面对管乐团成员们的种种困难，并与其他学校的劲敌直接对决，尤其是拥有绝对音感和「色彩听觉」的天才伊调锐一，他对于神峰来说是一个强大的对手。凭借自己「看透人心」的能力，神峰翔太能否将鸣苑高校的管乐团引导到正确、充满希望的未来呢？

## 人物介紹

### 主要人物
神峰 翔太（声：鈴木達央）
本作的主角，鳴苑高中73學年度的學生（故事开始时为一年级生）。他擁有「看见」人心的能力，只是這個能力讓主角心情感到糾葛，也是迴避接觸他人的原因。與刻阪在因緣際會的相遇之下，而察覺到自己的能力應該開始去使用它，志愿成为指揮者才下定決心加入了管樂團。剛加入的時候他對音樂完全是个门外汉，每天在不斷努力与他人的帮助下不斷成長。
刻阪 響（声：阿部敦）
本作的另一位主角，鳴苑高中73學年度的學生，是薩克斯風的表演者，所屬的社團為管樂團。他是能够理解神峰想法的好朋友，也是他最合适的搭档。掌握薩克斯風吹奏的天才，他的演奏可以「憾動」人們的心靈（只是本人並沒有自己查覺到）。有位青梅竹馬名叫瀧澤桃子，與神峰一起聯手成功拯救了曾一度封闭心灵的桃子。

### 競爭對手
伊調 銳一
學生指揮者，與神峰同年級的學生。拥有絶對音感與「色彩聽覺」，他视神峰翔太为竞争对手，但对神峰来说，伊调锐一是一个难以言喻的强敌。

### 鳴苑高中

#### 管樂團
谺 夕子
管樂團的顧問兼指揮者，女性教師。刻阪認可的人物，為了評估了神峰的才能，准许神峰以指揮者的身份加入管樂團。提出神峰要取得12部门领队的支持这一条件。她性格严格而强势，团员们都非常敬重她。
音羽 悟偉
小號部领队，鳴苑高中72學年度的學生。他拥有压倒性的演奏技术，其他团员都称他为「暴君」
歌林 優菜
薩克斯風部领队，鳴苑高中72學年度的學生。她对刻阪有好感，因为刻阪和神峰在一起，导致她与刻阪见面的机会减少，这让她感到不悦。
御器谷 忍
低音管、低音單簧管部领队，鳴苑高中72學年度的學生，在部裡唯一的優等生，與邑樂惠是親戚關係的青梅竹馬。有自卑的自虐個性，他拥有深厚的音乐知识，因此被音羽学长称为「移动的音乐字典」。
邑樂 惠
單簧管部领队，鳴苑高中72學年度的學生。與御器谷是親戚關係的青梅竹馬。自從許多的女生團員們（通稱「邑樂派」）尊敬她，打樋學長說她是「樹蔭下的超級偶像」。

### 竹風高中
伊調 銳一
见“竞争对手”中“伊調 銳一”
律田 定義
管乐团团长，演奏乐器为低音大号。

### 天籟高中
彈 徹也
掌管樂器為薩克斯風，與神峰同年級的學生。他刚开始加入高中管乐团时经验尚浅，凭借他的实力，刻阪称他为‘天籁的核心’。神峰去天籟高中視察探訪期間，他在波士頓留學中，所以不在日本。國中時代是隸屬於田徑社，只因為腳出了狀況而引退，高中入學時被重松勸說之下加入了天籟高中管樂團。「感觸到有一陣風吹來的事情」感覺活著是值得活下去。
田丸
管樂團的顧問兼指揮者，中年的男性教師。

### 其他人物
伊調 剛健
伊調鋭一的爺爺，世界級的指揮者。通稱「世界的伊調」。

## 出版書籍

### 漫畫
| 卷數 | 日文標題 | 中文標題          | 集英社        | 集英社                 | 東立出版社     | 東立出版社             |
| 卷數 | 日文標題 | 中文標題          | 發售日期      | ISBN                   | 發售日期       | ISBN                   |
| ---- | -------- | ----------------- | ------------- | ---------------------- | -------------- | ---------------------- |
| 1    |          | 青春的光輝        | 2013年9月4日  | ISBN 978-4-08-870824-9 | 2015年7月24日  | ISBN 978-986-365-932-7 |
| 2    |          | 管樂器的歌頌音調  | 2013年11月1日 | ISBN 978-4-08-870856-0 | 2015年7月24日  | ISBN 978-986-365-933-4 |
| 3    |          | You Are Not Alone | 2014年2月4日  | ISBN 978-4-08-880008-0 | 2017年11月16日 | ISBN 978-986-365-934-1 |
| 4    |          | 世界改革之時      | 2014年4月4日  | ISBN 978-4-08-880045-5 | 2019年6月14日  | ISBN 978-986-365-935-8 |
| 5    |          | 鬥士們            | 2014年6月4日  | ISBN 978-4-08-880073-8 | 2019年10月8日  | ISBN 978-986-365-936-5 |
| 6    |          | 眾星閃耀之庭      | 2014年8月4日  | ISBN 978-4-08-880154-4 | 2020年6月18日  | ISBN 978-986-365-937-2 |
| 7    |          | Still We Go       | 2014年11月4日 | ISBN 978-4-08-880213-8 | 2020年8月31日  | ISBN 978-986-365-938-9 |
| 8    |          | 美麗人間的每一天  | 2015年6月4日  | ISBN 978-4-08-880276-3 | 2022年5月5日   | ISBN 978-986-431-901-5 |
| 9    |          | 韌性              | 2015年10月3日 | ISBN 978-4-08-880529-0 | 2024年1月12日  | ISBN 978-986-462-681-6 |
| 10   |          |                   | 2016年1月4日  | ISBN 978-4-08-880584-9 |                |                        |
| 11   |          |                   | 2016年3月4日  | ISBN 978-4-08-880699-0 |                |                        |

### 小說
原作：神海英雄 著：成上真
| 卷數 | 日文標題 | 集英社        | 集英社                 |
| 卷數 | 日文標題 | 發售日期      | ISBN                   |
| ---- | -------- | ------------- | ---------------------- |
| 1    |          | 2014年11月4日 | ISBN 978-4-08-703336-6 |
| 2    |          | 2015年6月4日  | ISBN 978-4-08-703365-6 |
| 3    |          | 2016年3月4日  | ISBN 978-4-08-703388-5 |

## 外部連結
- 週刊少年ジャンプ内公式サイト （页面存档备份，存于）
- 『SOUL CATCHER(S)』集英社ヴォイスコミックステーション -VOMIC-
- 『SOUL CATCHER(S)』公式的X（前Twitter） 。2014年4月7日より稼動。